# Weidenschwanz
Weidenschwanz (auch Große Weidenschwanzinsel) ist eine etwa 440 Quadratmeter große, unbewohnte Insel im Breitling zwischen dem mecklenburgischen Festland und der Insel Poel. Sie gehört zur Gemeinde Blowatz.
Die flache Boddeninsel ist ungefähr 42 Meter lang und bis zu 17 Meter breit. Sie liegt 370 Meter vom Festland entfernt und 700 Meter von Poel. Ungefähr 115 Meter nördlich befindet sich die Kleine Weidenschwanzinsel.
Bis Mitte der 1970er-Jahre wurde Weidenschwanz als Weide genutzt, seither ist sie ein Brutvogelhabitat. Auf der Insel wächst ein homogen ausgebildeter Strand-Aster-Schilfröhricht mit Vorkommen von Gewöhnlicher Strandsimse (Bolboschoenus maritimus), Rohr-Schwingel (Festuca arundinacea) und Flügelsamiger Schuppenmiere (Spergularia media) sowie den auf der Roten Liste von Mecklenburg-Vorpommern stehenden Arten Salzwiesen-Rot-Schwingel (Festuca salina), Strand-Aster (Aster tripolium) und Strand-Beifuß (Artemisia maritima).
Weidenschwanz ist Teil des FFH-Gebiets „Wismarbucht“ sowie des Europäischen Vogelschutzgebiets „Wismarbucht und Salzhaff“.

## Nachweise
1. 1 2  Biotopbogen zur Insel (PDF-Datei; 20 kB)
2. ↑  Kartenportal Umwelt Mecklenburg-Vorpommern